# Любченко, Джейн
Джейн Любченко (Jane Lubchenco; род. 4 декабря 1947 г., Денвер, Колорадо) — американский учёный-эколог, специалист по морской экологии и изменению климата, являющаяся пионером в сфере развития морских охраняемых акваторий и заповедников, а также в реформе рыболовства для его устойчивости и рентабельности, с защитой естественной среды и биоразнообразия.
Доктор философии (1975); заслуженный профессор Университета штата Орегон; член Национальной академии наук США (1996) и Американского философского общества (1998), иностранный член Лондонского королевского общества (2004).
В 2014—2016 годах посланник США по океану (U.S. Science Envoy for the Ocean), первая на этом посту.
В 2009—2013 годах заместитель министра торговли по океанам и атмосфере — администратор Национального управления океанических и атмосферных исследований.
Журнал Discover в 2002 году назвал её выдающейся женщиной-учёным, а в 2003 году Любченко стала, согласно ISI, самым цитируемым исследователем в области экологии. В 2010 году Nature выходит с её фотографией на обложке и посвящённой ей статьёй, называя её «Ньюсмейкером года». В 2012 году она удостоилась места в Национальной портретной галерее.

## Биография
Родилась в семье врачей украинского, а также французского, английского, шотландского, ирландского и норвежского происхождения. Окончила Колледж Колорадо (бакалавр биологии, 1969). Степень магистра зоологии получила в Вашингтонском университете в 1971 году, колледж искусств и наук которого удостоит её в 2003 году награды выдающегося выпускника, а в 2011 году она удостоится высшей награды выпускника этого университета. Докторскую степень Ph.D. по экологии получила в 1975 году в Гарвардском университете. C 1975 г. там же ассистент-профессор, а с 1977 г. — в Университете штата Орегон, где с 1982 г. ассоциированный профессор, с 1988 профессор, с 1993 — выдающийся (Distinguished) профессор (с перерывом с 2009 по 2013); в 1989—1992 гг. заведовала кафедрой зоологии; с 2014 года также советник по морским штудиям президента университета. В 1978—1984 гг. также сотрудница Смитсоновского института.
В 1996—2006 гг. член Национального научного совета (National Science Board).
В 1992—94 гг. президент Экологического общества Америки, в 1997—98 гг. — Американской ассоциации содействия развитию науки, в 2002—2005 гг. — Международного совета по науке. В 1999—2002 гг. член Совета и в 2000—2002 гг. член исполкома НАН США.
В 1994—95, 1999—2000, 2002—2003 гг. приглашённый профессор в новозеландском Университете Кентербери.
В 1998—2009 гг. Ad hoc редактор Proceedings of the National Academy of Sciences.
Член редколлегий: American Naturalist (1978—81), Oecologia (1985—88), Journal of Phycology (1987—90), Ecological Applications (1989—93), Trends in Ecology & Evolution (1991—2006), Conservation Ecology (1995—2001), Issues in Ecology (1995—2002, 2003—2005).
Член AAAS (1990), Американской академии искусств и наук (1993), Association for Women in Science (1997), European Academy of Sciences (2002—2014, покинула), Всемирной академии наук (2004), Калифорнийской АН (2017), Папской академии наук (2019). Член-корреспондент АН Чили (2007). Почётный пожизненный член Британского экологического общества (2001) и American Society of Naturalists (2013).
Удостоена 22 почётных докторских степеней, среди вручителей — Принстонский университет (2001), Джорджтаунский университет (2008), Дартмутский колледж (2009), Копенгагенский университет (2009), Йельский университет (2012), Ратгерский университет (2013), Уилламеттский университет (2015).
В 1992 году подписала «Предупреждение человечеству».
Супруг - д-р Bruce A. Menge.

## Отличия
- 1979 — George Mercer Award, Экологическое общество Америки
- 1987 — Национальный лектор 1987—1989 гг., Phycological Society of America[англ.]
- 1992 — Pew Scholar in Conservation and the Environment 1992—1995, Pew Charitable Trusts[англ.]
- Стипендия Мак-Артура (1993—1998)[10]
- 1994 — Орегонский учёный года, Орегонская АН
- 1994 — CINE Golden Eagle Award[англ.]
- 1997 — Награда за выдающуюся службу Экологического общества Америки
- 1998 — Награды от организации «Дочери американской революции»
- 1999 — David B. Stone Award от Аквариума Новой Англии (New England Aquarium[англ.])
- 1999 — Howard Vollum Award[англ.], Рид-колледж (штат Орегон)
- 2001 — Golden Plate Award, American Academy of Achievement[англ.]
- 2001 — Heinz Award in the Environment
- Citation for Leadership and Achievement, Council for Scientific Society Presidents (2002)
- 2003 — Награда за выдающуюся службу Society for Conservation Biology[англ.]
- 2003 — Премия Ниренберга
- 2004 — Премия Environmental Law Institute[англ.] (первый удостоенный)
- 2004 — Награда выдающегося учёного American Institute of Biological Sciences[англ.]
- 2005 — AAAS Public Understanding of Science and Technology Award (первая удостоенная женщина)
- 2006 — Centennial Award, Ботаническое общество Америки
- 2008 — Zayed International Prize for the Environment[англ.], ОАЭ
- 2010 — Peter Benchley Ocean Award for Excellence in Policy
- Roger Revelle Lecture, Ocean Studies Board (2010)
- 2011 — Премия Голубая планета, Япония
- 2012 — BBVA Foundation Frontiers of Knowledge Award
- 2012 — Зал славы Women in Technology International[англ.]
- 2013 — Высшая награда для гражданских лиц Береговой охраны США
- 2014 — Высшая награда Экологического общества Америки
- 2014 — Медаль Всемирной АН (TWAS)
- 2014 — Stephen H. Schneider Award for Outstanding Climate Science Communication
- 2015 — Премия Тайлера
- 2016 — ECI Prize[англ.]
- 2017 — Public Welfare Medal
- Sustainability Science Award, Ecological Society of America (2017)
- Премия Вэнивара Буша (2018)
- Fellows Medal, высшее отличие California Academy of Sciences (2018)
- Ocean Tethys Award, Ocean Visions Initiative (2019, первый удостоенный)
- Harvard Centennial Medal[англ.] (2019)
- Mary Sears Medal (2020, первый удостоенный)